# Domingo Pimentel de Zúñiga
Domingo Pimentel de Zúñiga O.P. (Segovia, 3 de octubre de 1585-Roma, 2 de diciembre de 1653), llamado en el siglo Rodrigo, fue un eclesiástico y político español.

## Biografía
Nacido en el seno de la familia Pimentel - Zúñiga, fue hijo del conde de Benavente Juan Alonso Pimentel de Herrera y de su segunda mujer Mencía de Zúñiga y Requesens. Cursó sus estudios en la universidad de Salamanca e ingresó en la orden de Alcántara, de la que sería comendador de Mayorga. Habiendo profesado en la orden de los dominicos en el Convento de Santa Cruz la Real de Segovia, fue docente en el Colegio de San Gregorio de Valladolid, regente de los estudios y provincial de la orden en Castilla.
Felipe IV le presentó en 1630 al obispado de Osma, del que tomó posesión al año siguiente; dos años después fue promovido a la diócesis de Málaga, pero antes de ocuparla fue nombrado para la de Córdoba. Antes de tomar posesión de ésta le fue encargada una misión diplomática en la que ostentó la representación del rey de España, junto con el jurista Juan Chumacero Carrillo y Sotomayor, en las negociaciones entre la Monarquía Católica y la Santa Sede; trataban sobre las cuestiones relativas a las reservas pontificias y el real patronato, es decir, el difícil equilibrio jurisdiccional entre el Papado, las iglesias locales y el rey en asuntos fiscales, jurídicos e incluso políticos en el interior de la Monarquía Hispánica. En esos momentos no se llegó a un acuerdo, que se obtuvo al siglo siguiente en el Concordato de 1753.
De regreso en España, en 1649 fue ascendido a la archidiócesis de Sevilla. 
Fue nombrado cardenal por el papa Inocencio X en el consistorio del 19 de febrero de 1652. Murió al año siguiente en Roma, siendo enterrado en la iglesia de Santa Maria sopra Minerva de esta ciudad.
| Predecesor: Martín Manso de Zúñiga      | Obispo de Osma 1630-1633       | Sucesor: Francisco Villafañe |
| Predecesor: Jerónimo Ruiz Camargo       | Obispo de Córdoba 1633-1649    | Sucesor: Pedro de Tapia      |
| Predecesor: Agustín de Spínola Basadone | Arzobispo de Sevilla 1649-1653 | Sucesor: Pedro de Tapia      |